# بنتدقطلة

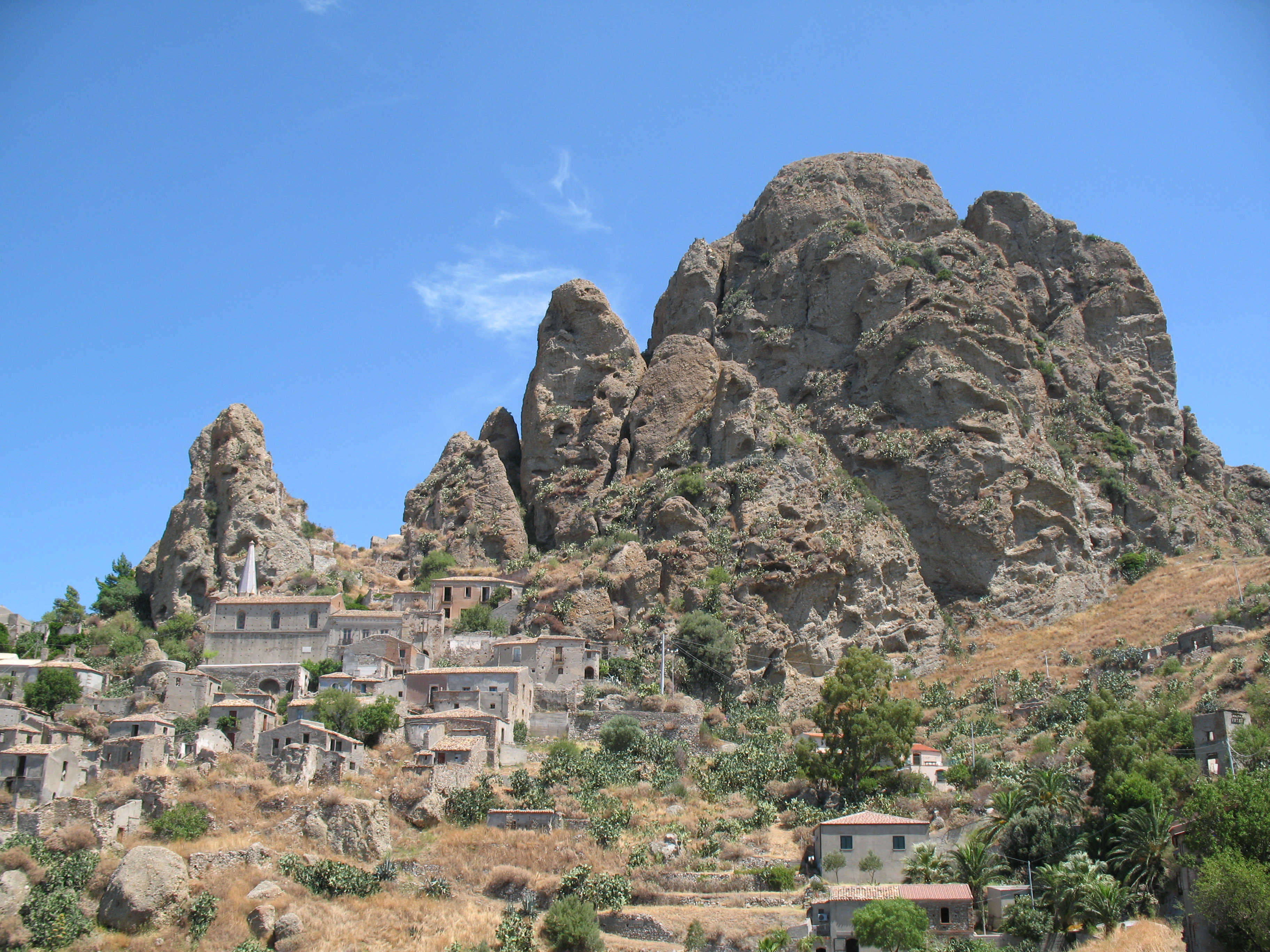

بنتدقطلة هي قرية صغيرة في قلورية جنوب إيطاليا تتبع إداريًا مدينة مِليتو دي بُرتو سَلفو